# محمد تجویدی

یکی از کارهای تجویدی در تصویرگری شعر خیام

محمد تجویدی (۱۳۰۳ – ۱۴ دی ۱۳۷۳) نگارگر و نقاش ایرانی بود. پدرش هادی تجویدی و برادرش علی‌اکبر تجویدی نیز از نقاشان سرشناس بودند. 
او در ابتدا نقاشی و طراحی را نزد پدرش (که شاگرد کمال‌الملک بود) آموخت. در سال ۱۳۲۴ به هنرستان هنرهای ملی راه یافت و آموزش را در کنار حسین بهزاد شروع کرد و بعد از پایان تحصیل در همان جا به آموزش هنر مشغول شد.
در اواخر دهه سی از اداره هنرهای زیبا استعفا داد و از آن پس بیشتر به طور مستقل به کار هنر و تربیت هنرجو پرداخت.
او ۲۰۰ عنوان کتاب تصویرسازی منتشر کرده است، و در آن‌ آثار توانسته اشعار مولانا، حافظ، و خیام را با شیوه نگارگریِ خاص خودش برای مردم تصویر کند.